# برنارد پارک
برنارد پارک (انگلیسی: Bernard Park؛ زادهٔ ۲۹ ژانویهٔ ۱۹۹۳) خوانندگی اهل ایالات متحده آمریکا است. وی از سال ۲۰۱۳ میلادی تاکنون مشغول فعالیت بوده است.